# Stefan II węgierski

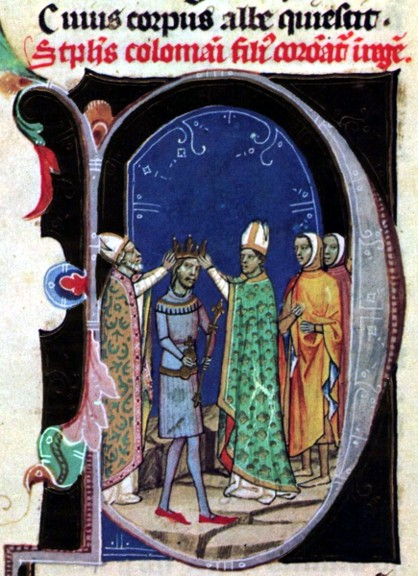
Koronacja Stefana II

Stefan II, węg. II. István (ur. ok. 1101, zm. 1 marca 1131) – król Węgier i Chorwacji od 1116 z dynastii Arpadów.
Był synem króla Kolomana z jego pierwszego małżeństwa z Felicją de Hauteville, córką Rogera I, hrabiego Sycylii. W 1121 ożenił się z Adelajdą, córką Stefana, burgrabiego Ratyzbony. W 1127 zdobył Belgrad, Sofię i Nisz. Znaczna część literatury przyjmuje, że zmarł bezpotomnie. Kazimierz Jasiński wysunął hipotezę, że jego córką była Elżbieta, pierwsza żona Mieszka III Starego. Został pochowany w kościele opactwa premonstratensów w Várad (obecnie Oradea).
| 4. Gejza I             |  |                          |  |  |              |
|                        |  | 2. Koloman Uczony        |  |  |              |
| 5. Zofia von Looz      |  |                          |  |  |              |
|                        |  |                          |  |  | 1. Stefan II |
| 6. Roger I             |  |                          |  |  |              |
|                        |  | 3. Felicja de Hauteville |  |  |              |
| 7. Eremburga z Mortain |  |                          |  |  |              |
|                        |  |                          |  |  |              |